# Alejandro Olivares
Alejandro Olivares (Jesús María, Córdoba, 3 de noviembre de 1976) es un ex-baloncestista argentino que actuaba en la posición de pívot. 

## Trayectoria

### Inicios
Olivares comenzó a jugar al baloncesto en la Asociación Atlética Falucho de Jesús María. A los 14 años fue reclutado por Atenas de Córdoba, club con el que debutaría como jugador de la Liga Nacional de Básquet en 1995. 

### Etapa universitaria
Tras coronarse campeón de la Liga Sudamericana de Clubes 1997 con su equipo, la Universidad de Fordham le ofreció una beca para estudiar en la institución y sumarse a los Fordham Rams, miembro de la Patriot League de la División I de la NCAA.
Olivares compitió durante tres años en el baloncesto universitario estadounidense, jugando un total de 72 partidos en los que promedió 9.4 puntos y 4.1 rebotes por encuentro. 

### Carrera profesional
Su retorno a la Argentina se produjo en 2000. Actuó en la LNB durante cinco temporadas, jugando para clubes como Obras Basket, Peñarol de Mar del Plata, Pico Football Club, Regatas San Nicolás y Regatas Corrientes. En 2005 volvió a vestir la camiseta de Obras Basket, pero esta vez en el Torneo Nacional de Ascenso, la segunda categoría del baloncesto profesional argentino. Tras culminar el certamen, permaneció una temporada más como miembro de Argentino de Junín, pero las lesiones le impidieron jugar.
El resto de la carrera de Olivares transcurrió en categorías menores. Se retiró jugando en el Bochas Sport Club de Colonia Caroya, donde luego se desempeñó como entrenador del equipo por un par de años. 

#### Clubes
| Club                     | País      | Año         |
| ------------------------ | --------- | ----------- |
| Atenas                   | Argentina | 1995 - 1997 |
| Obras Basket             | Argentina | 2000 - 2001 |
| Peñarol de Mar del Plata | Argentina | 2001 - 2002 |
| Pico Football Club       | Argentina | 2002 - 2003 |
| Regatas San Nicolás      | Argentina | 2003 - 2004 |
| Regatas Corrientes       | Argentina | 2004 - 2005 |
| Obras Basket             | Argentina | 2005 - 2006 |
| Argentino de Junín       | Argentina | 2006 - 2007 |
| Alvear de Villa Ángela   | Argentina | 2007 - 2008 |
| Unión Eléctrica          | Argentina | 2008 - 2009 |
| Anzorena                 | Argentina | 2009 - 2010 |
| Facundo                  | Argentina | 2010 - 2011 |
| Defensores Unidos        | Argentina | 2011        |
| Unión Eléctrica          | Argentina | 2011 - 2012 |
| Adelante                 | Argentina | 2012 - 2013 |
| Bochas Sport Club        | Argentina | 2013 - 2015 |

## Selección nacional
Olivares fue parte de la camada de jugadores que formarían después la denominada Generación Dorada. Disputó el Campeonato Sudamericano de Baloncesto Junior de 1994 de Oruro, el Campeonato FIBA Américas Sub-19 de 1994 de La Pampa, el Campeonato Mundial de Baloncesto Sub-19 de 1995 en Atenas y el Campeonato FIBA Américas Sub-22 de 1996 de Caguas.
Con la selección mayor sólo jugó el torneo de baloncesto de los Juegos Panamericanos de 1999.